# Felip IV de França
Felip IV de França el Bell (en francès Philippe IV le Bel)
(Fontainebleau 1268 - íd. 1314), fou rei de França entre 1285 i 1314, rei de Navarra i comte de Xampanya entre 1284 i 1305.

## Orígens familiars
Fill segon del rei Felip III l'Ardit i la seva primera esposa Elisabet d'Aragó. Per línia paterna era net de Lluís IX de França i Margarida de Provença, i per línia materna del rei d'Aragó Jaume I el Conqueridor i Violant d'Hongria.

## Núpcies i descendents
Es casà el 16 d'agost de 1284 a la catedral de Notre-Dame de París amb la reina Joana I de Navarra. D'aquest casament nasqueren:
- Margarida de França (1288-1300), compromesa amb el rei Ferran IV de Castella
- Lluís X de França (1289-1316), rei de França i Navarra
- Blanca de França (1290-1294)
- Isabel de França (1292-1358), casada el 1308 amb Eduard II d'Anglaterra
- Felip V de França (1293-1322), rei de França i Navarra
- Carles IV de França (1294-1328), rei de França i Navarra
- Robert de França (1297-1308)

## Ascens al tron navarrès
Pel seu matrimoni amb Joana I de Navarra el 1284 fou coronat immediatament rei de Navarra, compartint el regnat amb la seva esposa. El 1305 a la mort de la reina Joana I el rei Felip IV cedí els seus drets sobre el Regne de Navarra al seu fill segon, i hereu del tron francès, el príncep Lluís l'Obstinat.

## Ascens al tron francès
La mort del seu germà major, Lluís, enverinat amb només 11 anys el 1276, el va convertir en l'hereu del seu pare, al qual va succeir a la seva mort el 5 d'octubre de 1285.
Va ser un rei piadós, aficionat a la caça i orgullós de la grandesa del seu llinatge, promovent la canonització del seu avi Lluís IX de França, però no s'ocupà gaire dels assumptes de govern, deixant-los en mans dels seus consellers. No obstant això, aquesta política va fer evolucionar la Monarquia en un sentit modern, que va enfortir a la Corona, sobretot en l'aspecte financer, amb la institució d'un tribunal de comptes i la substitució de les prestacions militars personals dels vassalls per impostos en diners destinats a contractar mercenaris; l'expulsió dels jueus el 1306 responia també a mòbils econòmics.

## Conflictes amb l'església
Quan Felip va voler completar el sanejament de la Hisenda Reial imposant tributs a l'església, es va trobar amb l'oposició del Papa Bonifaci VIII, amb qui va entrar en gravíssims conflictes arran del procés que la justícia del rei va emprendre contra un clergue francès el 1301 per negar-se a pagar els tributs. Bonifaci VIII va respondre, mitjançant la butlla Unam Sanctam, afirmant la supremacia pontifícia contra el poder temporal dels reis.
Felip IV va reunir un Concili Nacional per a jutjar i sotmetre al Papa i aquest va ser fet presoner pel canceller de França Guillem de Nogaret a Anagni el 1302. La mort de Bonifaci VIII va permetre a Felip IV poder escollir Papes francesos, Benet XI el 1303 i Climent V el 1305, del qual va obtenir tot el que va demanar, entre altres coses, la supressió de l'Orde del Temple el 1307 després d'un judici de set anys al que van estar subjectes prop de quinze mil homes dels quals tres Templers van ser duts a la foguera per suposada heretgia. El domini francès sobre l'Església va quedar plasmat en el trasllat de la Seu pontifícia de Roma a Avinyó el 1309.

### Supressió dels templers

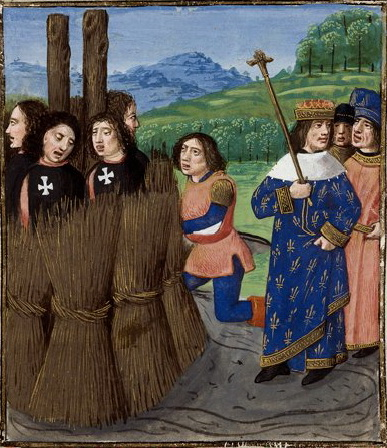
Els templers van cremar a la foguera. Pintura feta l'any 1480

Felip estava substancialment en deute amb els Cavallers Templers, un orde militar monàstica el paper original del qual com a protectors dels pelegrins cristians als Estats croats havia estat substituït en gran part per activitats bancàries i altres comercials a finals del segle XIII. A mesura que la popularitat de les Croades havia disminuït, el suport als ordes militars havia minvat, i Felip va utilitzar una queixa descontenta contra els Cavallers Templers com a excusa per actuar contra tota l'organització tal com existia a França, en part per alliberar-se dels seus deutes. Altres motius semblen haver inclòs la preocupació per una heretgia percebuda, l'afirmació del control francès sobre un papat debilitat i, finalment, la substitució dels oficials reials per als oficials del Temple en la gestió financera del govern francès.
Estudis recents posen l'accent en les motivacions polítiques i religioses de Felip el Bell i dels seus ministres (sobretot Guillaume de Nogaret). Sembla que, amb el "descobriment" i la repressió de l'"heretgia dels templers", la monarquia capetiana va reivindicar per si mateixa els fonaments místics de la teocràcia papal. El cas Temple va ser l'últim pas d'un procés d'apropiació d'aquests fonaments, que s'havia iniciat amb la fractura franco-papal de l'època de Bonifaci VIII. Sent l'últim defensor de la fe catòlica, el rei capet va ser investit d'una funció semblant a Crist que el va posar per sobre del papa. El que es jugava en el judici dels templers, doncs, era l'establiment d'una teocràcia reial.
A l'alba del divendres 13 d'octubre de 1307, centenars de templers de França van ser arrestats simultàniament per agents de Felip el Bell, per ser torturats després perquè admetissin heretgia a l'Orde. Se suposa que els templers només responien davant el Papa, però Felip va utilitzar la seva influència sobre Climent V, que era en gran part el seu peó, per dissoldre l'organització. El papa Climent va intentar celebrar judicis adequats, però Felip va utilitzar les confessions forçades anteriorment per fer cremar molts templers a la foguera abans que poguessin muntar una defensa adequada.

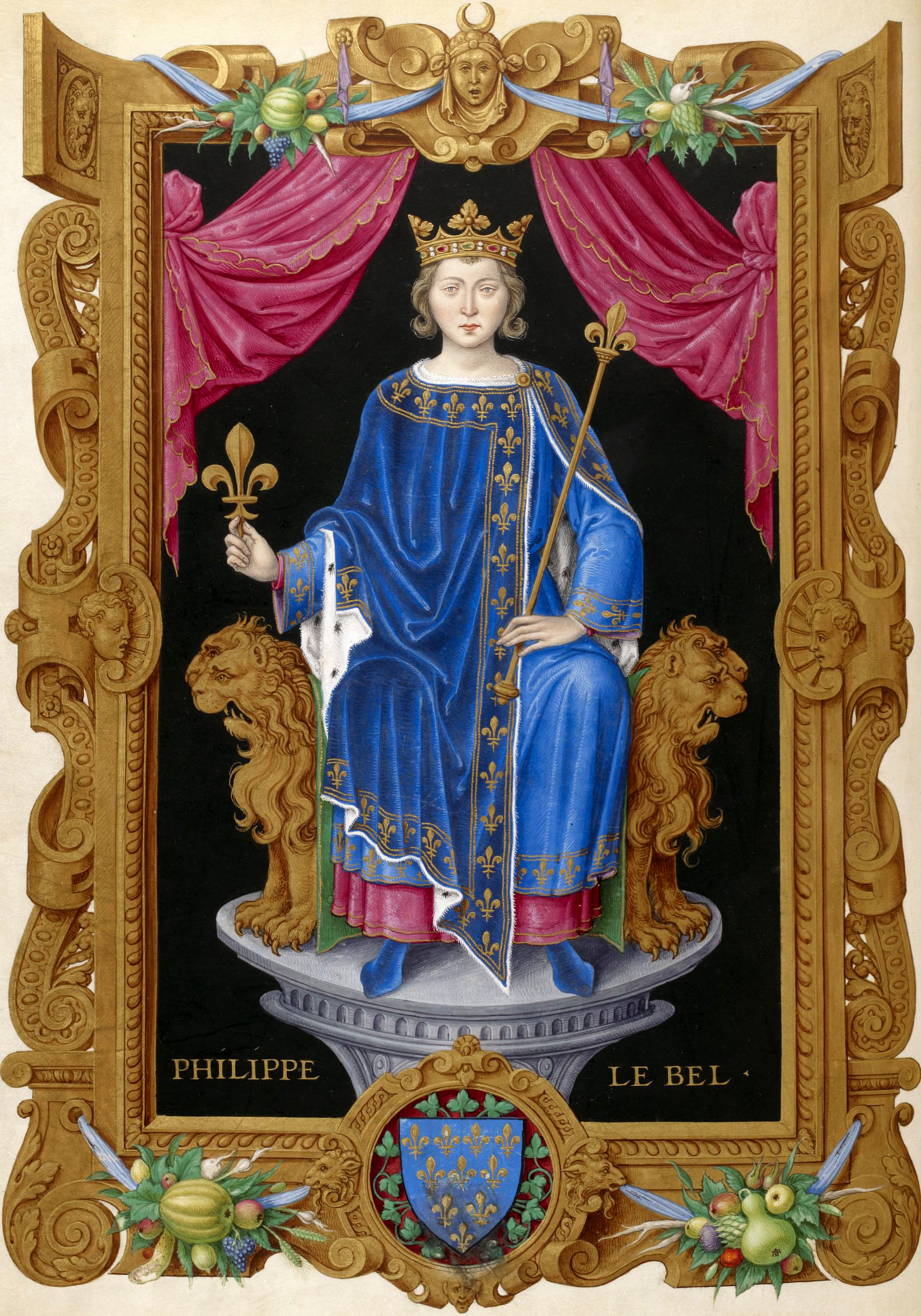
Felip IV el Bell de Recueil des rois de France, de Jean du Tillet, 1550

El març de 1314, Felip va fer cremar a la foguera Jacques de Molay, l'últim Gran Mestre del Temple, i Geoffroy de Charnay, preceptor de Normandia. El relat de l'esdeveniment és el següent:
| « | Els cardenals van complir amb el seu deure fins al març de 1314, (el dia exacte és discutit pels estudiosos) quan, en un cadafal davant de Notre Dame, Jacques de Molay, Gran Mestre templer, Geoffroy de Charnay, Mestre de Normandia, Hugues de Pairaud, visitador de França, i Geoffroi de Gonneville, mestre d'Aquitània, van ser trets de la presó on havien estat durant gairebé set anys, rebre la sentència acordada pels cardenals, conjuntament amb l'Arquebisbe de Sens i alguns altres prelats a qui havien cridat. Tenint en compte els delictes, que els culpables havien confessat i confirmat, la penitència imposada era, d'acord amb regla, la de la presó perpètua. L'assumpte s'havia de concloure quan, per a la consternació dels prelats i la sorpresa de la multitud reunida, van sorgir Molay i Geoffroy de Charnay. Eren culpables, deien, no dels crims que se'ls imputaven, sinó de trair amb humilitat la seva Orde per salvar les seves pròpies vides. Era pur i sant; els càrrecs eren ficticis i les confessions falses. Ràpidament, els cardenals els van lliurar al Provost de París, i es van retirar per deliberar sobre aquesta contingència inesperada, però es van estalviar tots els problemes. Quan li van portar la notícia a Philippe, estava furiós. Només calia una breu consulta amb el seu consell. Els cànons van declarar que un heretge recaigut havia de ser cremat sense audiència; els fets eren notoris i no cal esperar cap judici formal de la comissió papal. Aquell mateix dia, al capvespre, es va aixecar una estaca en una petita illa del Sena, l'Ile des Juifs, prop del jardí del palau. Allà, de Molay i de Charney van ser lentament cremats fins a la mort, rebutjant totes les ofertes de perdó per retractació i suportant el seu turment amb una compostura que els va guanyar la fama de màrtirs entre el poble, que amb reverència va recollir les seves cendres com a relíquies. | » |

Al cap d'una mica més d'un mes, el papa Climent V va morir d'una malaltia que es pensava que era el lupus, i en vuit mesos Felip IV, als quaranta-sis anys, va morir en un accident de caça. Això va donar lloc a la llegenda que Molay els havia citat davant el tribunal de Déu, que es va fer popular entre la població francesa. Fins i tot a Alemanya, es va parlar de la mort de Felip com una retribució per la seva destrucció dels templers, i Climent es va descriure com vessant llàgrimes de remordiment al seu llit de mort per tres grans crims: l'enverinament d’Enric VII del Sacre Imperi Romanogermànic, i el ruïna dels templers i beguines i begards. Al cap de catorze anys, el tron va passar ràpidament pels fills de Felip, que van morir relativament joves i sense produir hereus masculins. El 1328, la seva línia masculina s'extingí, i el tron havia passat a la línia del seu germà, la Casa de Valois.

## Afer Tour de Nesle
L'any 1314, les nores de Felip IV, Margarida de Borgonya (esposa de Lluís X) i Blanca de Borgonya (esposa de Carles IV) van ser acusades d'adulteri, i els seus suposats amants (Felippe d'Aunay i Gauthier d’Aunay) torturat, decortellat i executat en el que s'ha conegut com l'afer del Tour de Nesle (francès: Affaire de la tour de Nesle ). Una tercera nora, Joana II, comtessa de Borgonya (esposa de Felip V), va ser acusada de coneixement dels afers.

## Política exterior

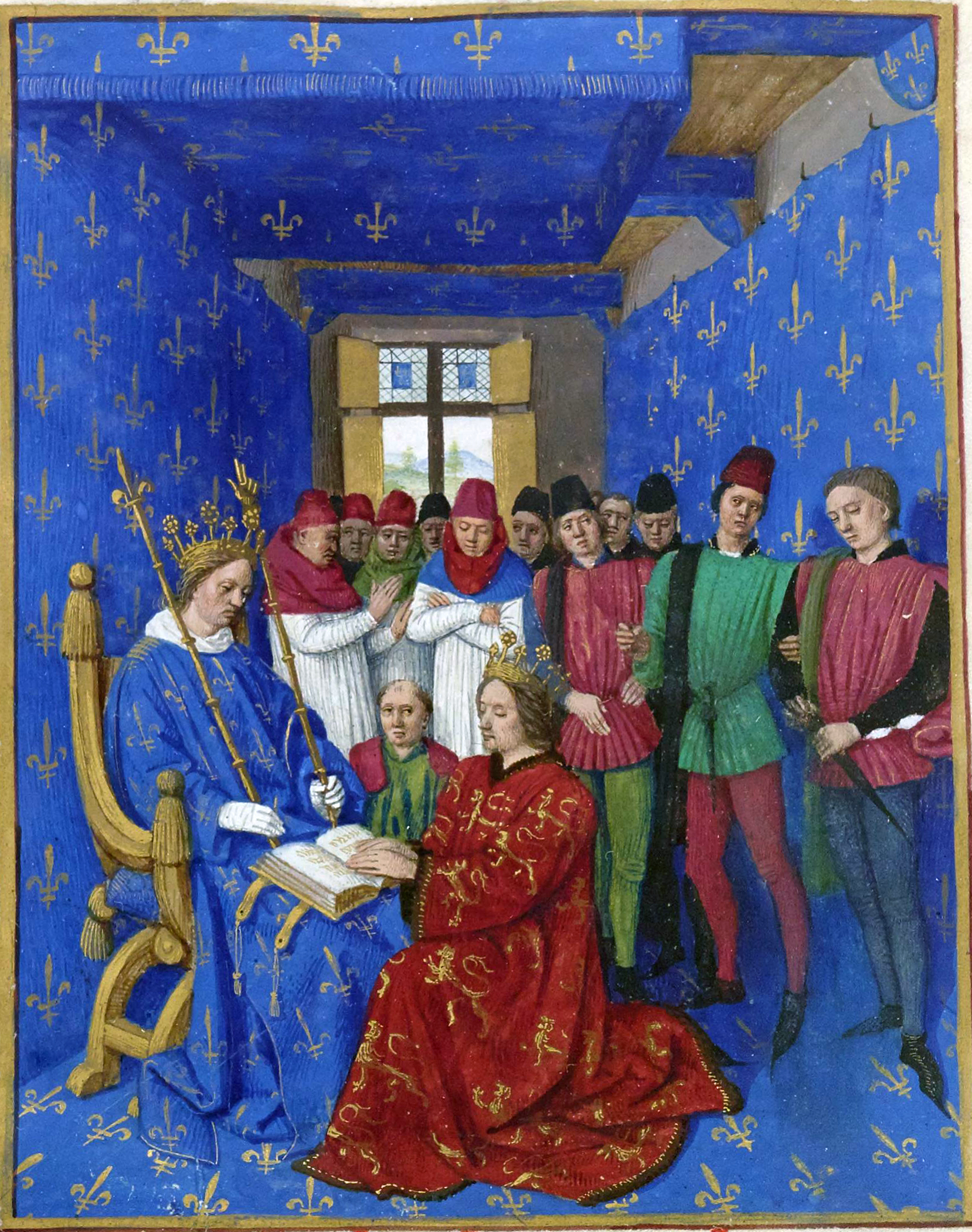
Homenatge del rei Eduard I d'Anglaterra a Felip IV realitzat el 5 de juny de 1286 en presència de la Cort

La política exterior de Felip IV va obrir una nova etapa de la història de França, marcada pel llarg enfrontament amb Anglaterra, coneguda com la Guerra dels Cent Anys (1337-1453).
Des de l'inici del seu regnat va solucionar el conflicte amb la Corona d'Aragó pel Tractat d'Anagni el 1295 i va fer envair el ducat de Guiena, possessió continental del monarca anglès (1294-1299). Aquest enfrontament anglo-francès es va reavivar a propòsit de les guerres civils del comtat de Flandes, en les quals França va donar suport a la rebel·lió del patriciat urbà contra el comte aliat d'Anglaterra. Felip va fer ocupar Flandes el 1297, però les seves tropes van ser expulsades per una revolta de les ciutats, que va culminar amb la derrota francesa a la batalla dels esperons d'or el 1302 a Kortrijk. Encara que nominalment Flandes va seguir sent un feu francès (Tractat d'Athis, 1305), les posteriors campanyes de Felip el Bell, entre els anys 1312 i 1314, no van aconseguir la seva completa incorporació a la Corona.
Després de les campanyes de 1299 i 1300 contra el Soldanat Mameluc, Mahmud Ghazan va atacar de nou Síria el 1301, i va planificar atacs els següents dos anys, però sense resultats, i les ambaixades enviades el 1303 als reis Eduard I d'Anglaterra i Felip IV de França, als que va recordar l'aliança Franco-Mongol no van resultar en suport militar contra el Soldanat perquè volia dedicar tots els seus esforços a França i a la pau. Más eficaç va ser l'acció expansiva de la Monarquia cap a l'est, amb l'acceptació de la sobirania francesa al Franc Comtat (1295-1301) i la incorporació a la Corona de Lió el 1312 i el comtat de Xampanya el 1314.
Felip IV va fracassar en la seva candidatura al Sacre Imperi Romanogermànic el 1308.
Va morir el 29 de novembre de 1314 a Fontainbleau com a conseqüència d'un vessament en una zona no motriu del cervell. Fou enterrat a la Basílica de Saint-Denis i a petició pròpia, el seu cor va ser dut al monestir de Poissy.

## En la cultura popular
- Dante Alighieri sovint es refereix a Felip a La Divina Commedia, mai pel seu nom, sinó com el "mal di Francia" (la pesta de França).[8]

- Philip és el personatge principal de Le Roi de fer (El rei de ferro), la primera novel·la de 1955 de Les Rois maudits (Els reis maleïts), una sèrie de novel·les històriques franceses de Maurice Druon. Els sis volums següents de la sèrie segueixen els descendents de Felip, inclosos els fills Lluís X i Felip V, així com la filla Isabel de França. Va ser interpretat per Georges Marchal a l'adaptació de la minisèrie francesa de 1972, i per Tchéky Karyo a l'adaptació de 2005.[9][10]

- A la sèrie de televisió del 2017 Knightfall, Philip és interpretat per Ed Stoppard.[11]